# ドレミファ娘の血は騒ぐ
『ドレミファ娘の血は騒ぐ』（ドレミファむすめのちはさわぐ）は、1985年公開の日本映画。洞口依子（初主演）、黒沢清監督。

## 概要
『神田川淫乱戦争』で映画監督としてデビューした黒沢清の監督第二作であり、『GORO』の「激写」で知名度を得た洞口依子の映画デビュー作でもある。製作当初のタイトルは『女子大生・恥ずかしゼミナール』。また、シナリオ執筆時のタイトルは『産地直送　もぎたてのお尻』であった。もともとは日活ロマンポルノ外注作品として製作されたが、難解過ぎると納品拒否されたため、からみのシーンを減らし、他のシーンを増やして一般映画として編集し直し、お蔵入りしかけたが、『ドレミファ娘の血は騒ぐ』に改題し公開に漕ぎつけた。
加藤賢崇が淡谷のり子の「ルンバ・タンバ」を歌うシーンがある。
終盤に描かれるCMNFシーンが注目される。女性ヌードはあっても、男性ヌードは一切ない。

## あらすじ
主人公の秋子が、高校時代の先輩の吉岡を訪ね、地方から東京郊外の某大学に行く。吉岡ら大学生が、乱痴気さわぎとなっている状態に失望してしまう。
吉岡らが所属している大学ゼミの平山教官が、秋子に声をかけ、「実験」への協力を依頼する。

## スタッフ
- 監督：黒沢清
- 脚本：黒沢清、万田邦敏
- 企画：丸山茂雄、宮坂進
- プロデューサー：山本文夫
- 撮影：瓜生敏彦
- 照明：片山竹雄
- 特殊美術：昼間行雄
- 録音：銀座サウンド
- 編集：菊池純一
- 音楽：東京タワーズ、沢口晴美
- 助監督：万田邦敏

## キャスト
- 秋子：洞口依子
- 平山教授：伊丹十三
- エミ：麻生うさぎ
- 吉岡：加藤賢崇
- テルオカ君：暉峻創三
- ゼミ生：岸野萌圓、勝野宏、新田努、神藤光裕、立原由美、久保田祥子、渡辺純子、今野詩織、林珠実、岩岡禎尚、角田亮、高橋健司、篠崎誠
- 赤電話の女：山路みき
- 花売り少女：摘木満江
- カメラ男：清水俊行
- 音楽部員：小中和哉
- 勧誰員A：笠原幸一
- 勧誰員B：浅野秀二
- 大学職員：可知亮

## 作品の評価
- 北川昌弘は「タイトルもなかなか意味不明でカルトだが、洞口依子の存在感もなかかなカルト。伊丹十三演じる大学教授の"はじらい"の研究の実験材料にされるという妙に知的でアカデミックなエッセンスと、洞口の小さめのちぶさが私のツボにはまった」などと評価している[2]。